# Bisdom Tehuantepec
Het bisdom Tehuantepec (Latijn: Dioecesis Tehuantepecensis) is een rooms-katholiek bisdom met als zetel Santo Domingo Tehuantepec, in Mexico. Het bisdom is suffragaan aan het aartsbisdom Antequera. 

## Geschiedenis
Het bisdom werd opgericht op 23 juni 1891, uit delen van het nieuw verheven aartsbisdom Antequera, en was suffragaan aan het aartsbisdom Antequera. Op 29 juni 1951 veranderde het van kerkprovincie en werd suffragaan aan het aartsbisdom Veracruz-Jalapa, waarna het op 13 februari 1960 van kerkprovincie terug veranderde en wederom suffragaan werd aan het aartsbisdom Antequera. 

## Parochies
Het bisdom had in 2020 een oppervlakte van 25.000 km2 en telde 786.000 inwoners waarvan 83,3% rooms-katholiek was.

## Bisschoppen
- José Mora y del Rio (19 januari 1893 - 23 november 1901)
- Carlos de Jesús Mejía y Laguna (13 oktober 1902 - 2 september 1907)
- Ignacio Placencia y Moreira (21 september 1907 - 27 oktober 1922)
- Jenaro Méndez y del Río (16 maart 1923 - 17 maart 1933)
- Jesús Villareal y Fierro (12 september 1933 - 23 mei 1959)
- José de Jesús Clemens Alba Palacios (8 augustus 1959 - 6 september 1970)
- Arturo Lona Reyes (4 mei 1971 - 25 november 2000)
- Felipe Padilla Cardona (25 november 2000 - 1 oktober 2009; coadjutor sinds 26 augustus 1996)
  - José Refugio Mercado Díaz (hulpbisschop: 16 september 2003 - 10 juni 2009)
- Óscar Armando Campos Contreras (2 februari 2010 - 25 september 2017)
- Crispin Ojeda Márquez (27 juli 2018 - heden)

Antequera (aartsbisdom) · Huautla (territoriale prelatuur) · Mixes (territoriale prelatuur) · Puerto Escondido · Tehuantepec · Tuxtepec